# Володько, Катерина Владимировна
Катерина Владимировна Воло́дько (урожденная — Бондаре́нко; укр. Катери́на Володи́мирівна Воло́дько; род. 8 августа 1986, Кривой Рог, СССР) — украинская теннисистка; победительница одного турнира Большого шлема в парном разряде (Открытый чемпионат Австралии-2008); победительница шести турниров WTA (два — в одиночном разряде); бывшая первая ракетка мира в юниорском рейтинге; победительница одного юниорского турнира Большого шлема в одиночном разряде (Уимблдон-2004).

## Биография
Родилась 8 августа 1986 года в городе Кривой Рог Днепропетровской области в семье Владимира и Натальи Бондаренко.
Младшая из трёх дочерей, сёстры Валерия и Алёна. Родители постепенно привели всех троих в теннис, а Катерина впервые взяла ракетку в руки в четыре года.
Замужем. 20 мая 2013 года у неё и её супруга Дениса родился первенец — дочь Карина.
25 марта 2019 года во второй раз стала матерью — в штате Северная Каролина (США) родилась дочь Ева.

## Спортивная карьера

### Начало карьеры
Профессиональную карьеру Катерина начала в 2000 году. В декабре 2002 года она выиграла первый титул на турнирах цикла ITF. В феврале 2003 года Бондаренко прошла квалификационный отбор на турнир в Боготе и таким образом дебютировала в WTA-туре. В первом матче на таком уровне она проиграла Каталине Кастаньо. В 2004 году 17-летняя украинка выиграла юниорские соревнования Уимблдонского турнира и стала лидером юниорского тенниса. В феврале 2005 года ей удалось выйти в четвертьфинал турнира в Мемфисе. В апреле того же года она сыграла первые матчи за сборную Украины в отборочном раунде Кубка Федерации. Дебют на взрослом турнире серии Большого шлема состоялся для Бондаренко в июне 2005 года, когда она прошла три раунда квалификации для участия в Уимблдонском турнире. В первом раунде она встретилась с опытной испанской теннисисткой Кончитой Мартинес и проиграла ей в двух сетах. В октябре Катерина смогла сыграть в 1/4 финала в Ташкенте.
Летом 2006 года Бондаренко сыграла на Уимблдонском турнире, где вышла во второй раунд. В октябре того же года она второй сезон подряд вышла в четвертьфинал турнира в Ташкенте. В декабре Катерина смогла выиграть титул на 75-тысячнике ITF в Дубае. В феврале 2007 года, начав с квалификации, Бондаренко смогла пройти в 1/4 финала на турнире в Дохе. Это позволило Катерине войти в первою сотню мирового рейтинга. В мае на Открытом чемпионате Франции она проиграла во втором раунде швейцарской спортсменке Патти Шнидер. На Уимблдоне она выбыла в первом раунде, уступив россиянке Динаре Сафиной. На Открытом чемпионате США Бондаренко вновь проиграла Сафиной, но уже в матче второго раунда. В начале октября Катерина неплохо сыграла на турнире в Штутгарте, который она начала с квалификации. В матче второго раунда она обыгрывает № 5 в мире на тот момент Ану Иванович и вышла в 1/4 финала. По итогам сезона она заняла 44-е место.

### 2008—2012 (победа в Австралии)
В начале 2008 года Катерина совместно со своей сестрой Алёной смогла преподнести сюрприз и выиграть парный Большой шлем на Открытом чемпионате Австралии.
| Стадия  | Соперницы (посев)                                    | Рейтинг   | Счёт           |
| 1 раунд | Стефани Коэн-Алоро Виржини Раззано                   | 195 / 879 | 7-6(3) 6-3     |
| 2 раунд | Пэн Шуай Сунь Тяньтянь (8)                           | 20 / 17   | 4-6 6-4 7-6(6) |
| 3 раунд | Даниэла Гантухова Линдсей Дэвенпорт                  | 45 / -    | Без игры       |
| 1/4     | Кара Блэк Лизель Хубер (1)                           | 1 / 1     | 6-3 6-2        |
| 1/2     | Анабель Медина Гарригес Вирхиния Руано Паскуаль (10) | 24 / 28   | 6-2 6-4        |
| Финал   | Виктория Азаренко Шахар Пеер (12)                    | 30 / 29   | 2-6 6-1 6-4    |

После этого успеха сёстры Бондаренко стали победительницами парных соревнований в Париже. Там же, но в одиночном разряде, Катерина смогла выйти в четвертьфинал. На Открытом чемпионате Франции 2008 года она проиграла в первом раунде Динаре Сафиной, а в парном розыгрыше Алёна и Катерина Бондаренко смогли выйти в полуфинал. В июне Катерина смогла выиграть свой первый и пока единственный индивидуальный титул на соревнованиях WTA. Происходит это на травяном турнире в Бирмингеме, где на пути к главному призу соревнований украинская спортсменка переиграла Энн Кеотавонг, Саманту Стосур, Мелинду Цинк, Петру Цетковскую, Марину Эракович и в финале бельгийку Янину Викмайер (7-6(7), 3-6, 7-6(4)). На Уимблдонском турнире Бондаренко проигрывает на стадии второго раунда Светлане Кузнецовой. В августе Катерина приняла участие в первых для себя Олимпийских играх, которые проходили в Пекине. В одиночных соревнованиях она проиграла уже на старте россиянке Елене Дементьевой, которая по итогу стала Олимпийской чемпионкой. В парном разряде сёстры Бондаренко остановились в шаге от медалей Олимпиады. Они смогли выйти в полуфинал, где проиграли ещё одним сёстрам Винус и Серене Уильямс, а в борьбе за бронзовую медаль уступили китаянкам Чжэн Цзе и Янь Цзы. На Открытом чемпионате США Катерина уже в первом раунде сразилась с Сереной Уильямс и проиграла ей. По итогам сезона она заняла 63-е место в одиночном и 10-е в парном рейтингах.
В начале января 2009 года сёстры Бондаренко вышли в парный финал на турнире в Хобарте. На Открытом чемпионате Австралии Катерина смогла в первом раунде обыграть представительницу топ-10 Агнешку Радваньскую и в целом впервые добраться до третьего раунда. На Открытом чемпионате Франции она также прошла в третий раунд, где Радваньская смогла взять реванш у украинской теннисистки. На Уимблдоне она во втором раунде уступила Винус Уильямс. В июле сёстры Бондаренко сыграли парный финал на турнире в Будапеште, а на турнире в Праге завоевали титул. Там же в одиночках Катерина смогла выйти в четвертьфинал. В августе на турнире в Торонто Бондаренко смогла выиграть третью ракетку мира Винус Уильямс в матче второго раунда. На Открытом чемпионате США Катерина смогла впервые выйти в четвертьфинал Большого шлема. В первых раундах она обыграла Ану Иванович, Шенай Перри, Анастасию Родионову и Хиселу Дулко. В борьбе за выход в полуфинал Бондаренко проигрывает Янине Викмайер. В конце сентября украинской теннисистке удалось обыграть № 4 в мире Елену Дементьеву на турнире в Токио. По итогам сезона 2009 года Бондаренко заняла наивысшее в карьере — 29-е место в одиночной классификации.
Австралийский чемпионат 2010 года завершился для Бондаренко во втором раунде. Также она выступила в мае на Ролан Гаррос, а на Уимблдоне выбыла уже на старте. На Открытом чемпионате США Катерина сумела в первом раунде обыграть № 9 в мире Ли На, а уже в следующем раунде сама проиграла Доминике Цибулковой. Неоднозначные выступления в сезоне сказались на рейтинге украинки и она выбыла из первой сотни. В начале 2011 года Катерина вышла в четвертьфинал на турнире в Окленде. Затем на турнире в Хобарте она вышла в парный финал в дуэте с Лигой Декмейере. На Открытых чемпионатах Австралии и Франции 2011 года она выбывает в первом раунде. На Уимблдоне у Катерины получилось выйти в третий раунд. В июле Бондаренко дважды вышла в четвертьфинал на турнирах в Будапеште и Баку, а также в один полуфинал на турнире в Бадгастайне. Открытый чемпионат США закончился для неё на стадии второго раунда.
На Открытом чемпионате Австралии 2012 года Бондаренко выбывает в первом раунде. Также она выступила и на Ролан Гаррос, а на Уимблдоне прошла чуть дальше — во второй раунд. На Олимпийских играх в Лондоне Бондаренко в первом раунде проиграла шестой ракетке мира Петре Квитовой. В первом раунде заканчивается для неё и Открытый чемпионат США. После этого Катерина взяла паузы в выступления в связи с рождением дочки и вновь вышла на корт в апреле 2014 года.

### 2014—2018 (возвращение на корт)
По возвращении на корт Бондаренко набирала игровую форму на турнирах цикла ITF и в октябре 2014 года она смогла выиграть один 25-тысячник и один 50-тысячник. В начале мая 2015 года она смогла выйти в парный финал турнира в Праге в альянсе с Евой Грдиновой. В июле, победив в квалификационном отборе, Бондаренко прошла в четвертьфинал на турнире в Стамбуле и смогла обыграть в первом раунде первого номера посева Винус Уильямс. В августе она прошла отбор на Открытый чемпионат США и впервые после возвращения выступила в основной сетке Большого шлема. В первом раунде Катерина переиграла Юлию Путинцеву, а в следующем проиграла второй ракетке мира Симоне Халеп. После турнира Бондаренко смогла вернуться в топ-100 мирового рейтинга. В сентябре она сыграла в 1/4 финала в Токио.
На Открытом чемпионате Австралии 2016 года Бондаренко победила Айлу Томлянович и Светлану Кузнецову. В третьем раунде она проиграла швейцарской теннисистке Белинде Бенчич. В марте на турнире серии Premier Mandatory в Индиан-Уэлсе, учитывая квалификацию, Катерина смогла выиграть пять матче подряд, дойдя до четвёртого раунда, где её останавливает № 1 в мире Серена Уильямс. На Открытом чемпионате Франции она победила в первом раунде седьмую ракетку мира Роберту Винчи, но далее не справилась с немкой Анникой Бек. На Уимблдоне украинка проигрывает уже на старте турнира, а на Открытом чемпионате США пробралась в третий раунд. Летом она смогла сыграть в одном парном финале в дуэте с Чжуан Цзяжун на турнире в Нью-Хейвене.
На Открытом чемпионате Австралии 2017 года Бондаренко выбывает после матча первого раунда. На турнире в Дубае во втором раунде удалось пройти № 7 в мире Гарбинью Мугурусу на отказе соперницы в первом сете. Осенью она на турнире в Ташкенте смогла выиграть свой второй одиночный титул WTA (с первого прошло девять лет). В финале она переиграла Тимею Бабош из Венгрии (6-4, 6-4). Последний сезон, в котором она смогла завершить в топ-100 одиночного рейтинга.
На Открытом чемпионате Австралии в одиночном разрядке Катерина Бондаренко дошла до третьего круга, где проиграла 19-й сеянной Магдалене Рыбариковой из Словакии. В начале марта вышла в финал турнира младшей серии WTA 125 в Индиан-Уэлсе.

### 2019—2023
Сезон 2019 года практически полностью пропустила из-за рождения второго ребёнка, выйдя на корт уже осенью. В феврале 2020 года она вышла в парный финал турнира Акапулько в партнёрстве с Шэрон Фичмен из Канады. На следующем мексиканском турнире в Монтеррее Бондаренко и Фичмен уже смогли взять титул. В июле 2021 года с Катажиной Питер вышла в парный финал турнира в Гдыне.
В начале января 2023 года 36-летняя теннисистка выиграла одиночный приз впервые с 2017 года, став победительницей 40-тысячника ITF из цикла ITF в Таиланде.

## Итоговое место в рейтинге WTA по годам
| Год  | Одиночный рейтинг | Парный рейтинг |
| 2023 | 492               | 601            |
| 2023 | 278               | 229            |
| 2022 | 312               | 172            |
| 2021 | 205               | 89             |
| 2020 | 284               | 117            |
| 2019 |                   | 1 130          |
| 2018 | 132               | 81             |
| 2017 | 93                | 87             |
| 2016 | 72                | 55             |
| 2015 | 88                | 74             |
| 2014 | 204               | 162            |
| 2012 | 132               | 150            |
| 2011 | 81                | 159            |
| 2010 | 113               | 105            |
| 2009 | 32                | 41             |
| 2008 | 63                | 10             |
| 2007 | 44                | 51             |
| 2006 | 118               | 64             |
| 2005 | 125               | 128            |
| 2004 | 333               | 264            |
| 2003 | 354               | 566            |
| 2002 | 813               | 873            |
| 2001 | 827               | 512            |

## Выступления на турнирах

### Финалы турнировWTAв одиночном разряде (2)

#### Победы (2)
| Легенда: До 2009 года         | Легенда: С 2009 года                       |
| ----------------------------- | ------------------------------------------ |
| Турниры Большого шлема (0+1)* |                                            |
| Олимпиада (0)                 |                                            |
| Итоговый турнир WTA (0)       |                                            |
| 1-я категория (0)             | Premier Mandatory / WTA 1000 Mandatory (0) |
| 2-я категория (0+1)           | Premier 5 / WTA 1000 (0)                   |
| 3-я категория (1)             | Premier / WTA 500 (0)                      |
| 4-я категория (0)             | International / WTA 250 (1+2)              |
| 5-я категория (0)             | International / WTA 250 (1+2)              |

| Титулы по покрытиям | Титулы по месту проведения матчей турнира |
| ------------------- | ----------------------------------------- |
| Хард (1+3)*         | Зал (0+1)                                 |
| Грунт (0+1)         | Зал (0+1)                                 |
| Трава (1)           | Открытый воздух (2+3)                     |
| Ковёр (0)           | Открытый воздух (2+3)                     |

* количество побед в одиночном разряде + количество побед в парном разряде.
| №  | Дата             | Турнир                    | Покрытие | Соперница в финале | Счёт              |
| 1. | 15 июня 2008     | Бирмингем, Великобритания | Трава    | Янина Викмайер     | 7-6(7) 3-6 7-6(4) |
| 2. | 30 сентября 2017 | Ташкент, Узбекистан       | Хард     | Тимея Бабош        | 6-4 6-4           |

### Финалы турнировWTA 125иITFв одиночном разряде (11)

#### Победы (6)
| Легенда:                    |
| --------------------------- |
| WTA 125 (0)*                |
| 100.000 USD (0)             |
| 80.000 (75.000)** USD (1)   |
| 60.000 (50.000)** USD (1+3) |
| 40.000 USD (1)              |
| 25.000 USD (2+2)            |
| 15.000 (10.000)** USD (1+1) |

** призовой фонд до 2017 года
| Титулы по покрытиям | Титулы по месту проведения матчей турнира |
| ------------------- | ----------------------------------------- |
| Хард (6+4)*         | Зал (1)                                   |
| Грунт (0+2)         | Зал (1)                                   |
| Трава (0)           | Открытый воздух (5+6)                     |
| Ковёр (0)           | Открытый воздух (5+6)                     |

* количество побед в одиночном разряде + количество побед в парном разряде.
| №  | Дата            | Турнир               | Покрытие   | Соперница в финале  | Счёт       |
| 1. | 1 декабря 2002  | Пуна, Индия          | Хард       | Ипек Шеноглу        | 6-1 6-1    |
| 2. | 11 декабря 2006 | Дубай, ОАЭ           | Хард       | Екатерина Деголевич | 6-1 6-3    |
| 3. | 21 ноября 2010  | Братислава, Словакия | Хард (зал) | Евгения Родина      | 7-6(3) 6-2 |
| 4. | 5 октября 2014  | Монтеррей, Мексика   | Хард       | Ана Врлич           | 6-1 7-5    |
| 5. | 26 октября 2014 | Мейкон, США          | Хард       | Грейс Мин           | 6-4 7-5    |
| 6. | 8 января 2023   | Нонтхабури, Таиланд  | Хард       | Валерия Савиных     | 6-2 6-3    |

#### Поражения (5)
| №  | Дата            | Турнир             | Покрытие | Соперница в финале | Счёт        |
| 1. | 4 августа 2003  | Гдыня, Польша      | Грунт    | Даниэла Кикс       | 7-5 5-7 3-6 |
| 2. | 10 августа 2003 | Оулу, Финляндия    | Грунт    | Моника Адамчак     | 3-6 4-6     |
| 3. | 19 апреля 2004  | Бари, Италия       | Грунт    | Алёна Бондаренко   | 6-2 2-6 4-6 |
| 4. | 4 марта 2018    | Индиан-Уэлс, США   | Хард     | Сара Эррани        | 4-6 2-6     |
| 5. | 4 сентября 2022 | Лейрия, Португалия | Хард     | Наталья Стеванович | 6-2 4-6 4-6 |

### Финалы турниров Большого шлема в парном разряде (1)

#### Победы (1)
| №  | Год  | Турнир                       | Покрытие | Партнёрша        | Соперницы в финале           | Счёт        |
| 1. | 2008 | Открытый чемпионат Австралии | Хард     | Алёна Бондаренко | Виктория Азаренко Шахар Пеер | 2-6 6-1 6-4 |

### Финалы турнировWTAв парном разряде (11)

#### Победы (4)
| №  | Дата           | Турнир                       | Покрытие   | Партнёрша        | Соперницы в финале                        | Счёт           |
| 1. | 14 января 2008 | Открытый чемпионат Австралии | Хард       | Алёна Бондаренко | Виктория Азаренко Шахар Пеер              | 2-6 6-1 6-4    |
| 2. | 14 января 2008 | Париж, Франция               | Хард (зал) | Алёна Бондаренко | Ева Грдинова Владимира Углиржова          | 6-1 6-4        |
| 3. | 13 июля 2009   | Прага, Чехия                 | Грунт      | Алёна Бондаренко | Ивета Бенешова Барбора Заглавова-Стрыцова | 6-1 6-2        |
| 4. | 8 марта 2020   | Монтеррей, Мексика           | Хард       | Шэрон Фичмен     | Ван Яфань Мию Като                        | 4-6 6-3 [10-7] |

#### Поражения (7)
| №  | Дата            | Турнир                | Покрытие | Партнёрша        | Соперницы в финале                | Счёт       |
| 1. | 11 января 2009  | Хобарт, Австралия     | Хард     | Алёна Бондаренко | Хисела Дулко Флавия Пеннетта      | 2-6 6-7(4) |
| 2. | 6 июля 2009     | Будапешт, Венгрия     | Грунт    | Алёна Бондаренко | Алиса Клейбанова Моника Никулеску | 4-6 6-7(5) |
| 3. | 15 января 2011  | Хобарт, Австралия (2) | Хард     | Лига Декмейере   | Роберта Винчи Сара Эррани         | 3-6 5-7    |
| 4. | 2 мая 2015      | Прага, Чехия          | Грунт    | Ева Грдинова     | Белинда Бенчич Катерина Синякова  | 2-6 2-6    |
| 5. | 27 августа 2016 | Нью-Хейвен, США       | Хард     | Чжуан Цзяжун     | Саня Мирза Моника Никулеску       | 5-7 4-6    |
| 6. | 29 февраля 2020 | Акапулько, Мексика    | Хард     | Шэрон Фичмен     | Дезире Кравчик Гильяна Ольмос     | 3-6 6-7(5) |
| 7. | 25 июля 2021    | Гдыня, Польша         | Грунт    | Катажина Питер   | Анна Данилина Лидия Морозова      | 3-6 2-6    |

### Финалы турнировWTA 125иITFв парном разряде (18)

#### Победы (6)
| №  | Дата            | Турнир                | Покрытие | Партнёрша           | Соперницы в финале                  | Счёт              |
| 1. | 1 декабря 2002  | Пуна, Индия           | Хард     | Акгуль Аманмурадова | Саня Мирза Радика Тулпуле           | 6-3 7-6(1)        |
| 2. | 14 марта 2006   | Ориндж, США           | Хард     | Алёна Бондаренко    | Стефани Дюбуа Лилия Остерло         | 6-2 6-4           |
| 3. | 29 июня 2014    | Кристинехамн, Швеция  | Грунт    | Корнелия Листер     | Исалин Бонавентюре Сандра Заневская | Без игры          |
| 4. | 13 февраля 2022 | Канкун, Мексика       | Хард     | Кэрол Чжао          | Жаклин Кабай Авад Лина Глушко       | 7-5 6-7(5) [10-7] |
| 5. | 7 августа 2022  | Лексингтон, США       | Хард     | Алдила Сутджиади    | Джада Харт Далайна Хьюитт           | 7-5 6-3           |
| 6. | 6 ноября 2022   | Барранкилья, Колумбия | Грунт    | Тимея Бабош         | Каролина Алвес Валерия Страхова     | 3-6 7-5 [10-7]    |

#### Поражения (12)
| №   | Дата             | Турнир                       | Покрытие    | Партнёрша          | Соперницы в финале                       | Счёт           |
| 1.  | 21 июня 2001     | Олецко, Польша               | Грунт       | Валерия Бондаренко | Мартина Бабакова Ленка Шнаждрова         | 2-6 2-6        |
| 2.  | 27 августа 2001  | Мостар, Босния и Герцеговина | Грунт       | Мойца Милета       | Мария Кунова Ленка Тварошкова            | 4-6 4-6        |
| 3.  | 10 августа 2003  | Оулу, Финляндия              | Грунт       | Ирина Кузьмина     | Николь Мельх Ивонн Мойсбургер            | 3-6 6-4 1-6    |
| 4.  | 15 ноября 2005   | Довиль, Франция              | Грунт (зал) | Алёна Бондаренко   | Стефани Коэн-Алоро Селима Сфар           | 3-6 1-6        |
| 5.  | 11 декабря 2006  | Дубай, ОАЭ                   | Хард        | Валерия Бондаренко | Елена Костанич-Тошич Мервана Югич-Салкич | 3-6 0-6        |
| 6.  | 10 сентября 2007 | Харьков, Украина             | Хард        | Алёна Бондаренко   | Мария Корытцева Дарья Кустова            | 6-7(10) 3-6    |
| 7.  | 19 октября 2014  | Тампико, Мексика             | Хард        | Валерия Савиных    | Петра Мартич Мария Санчес                | 6-3 3-6 [2-10] |
| 8.  | 11 декабря 2022  | Дубай, ОАЭ                   | Хард        | Магдалена Френх    | Тимея Бабош Кристина Младенович          | 1-6 3-6        |
| 9.  | 8 января 2023    | Нонтхабури, Таиланд          | Хард        | Хироко Кувата      | Лян Эньшуо Ма Есинь                      | 0-6 3-6        |
| 10. | 11 июня 2023     | Ла-Марса, Тунис              | Хард        | Хироко Кувата      | Вэй Сыцзя Мария Козырева                 | 7-5 4-6 [6-10] |
| 11. | 22 октября 2023  | Шэньчжэнь, Китай             | Хард        | Тимея Бабош        | Кристина Младенович Моюка Утидзима       | 2-6 5-7        |
| 12. | 21 июля 2024     | Порту, Португалия            | Хард        | Анна Роджерс       | Прартхана Тхомбаре Арианне Хартоно       | 3-6 4-6        |

## История выступлений на турнирах
По состоянию на 18 марта 2024 года
Для того, чтобы предотвратить неразбериху и удваивание счета, информация в этой таблице корректируется только по окончании турнира или по окончании участия там данного игрока.
| Турнир                       | 2005          | 2006          | 2007          | 2008  | 2009          | 2010          | 2011          | 2012  | 2014          | 2015          | 2016  | 2017          | 2018          | 2020          | 2021  | 2022  | Итог   | В/П за карьеру |
| ---------------------------- | ------------- | ------------- | ------------- | ----- | ------------- | ------------- | ------------- | ----- | ------------- | ------------- | ----- | ------------- | ------------- | ------------- | ----- | ----- | ------ | -------------- |
| Турниры Большого шлема       |               |               |               |       |               |               |               |       |               |               |       |               |               |               |       |       |        |                |
| Открытый чемпионат Австралии | -             | К             | К             | 1Р    | 3Р            | 2Р            | 1Р            | 1Р    | -             | К             | 3Р    | 1Р            | 3Р            | 1Р            | -     | К     | 0 / 9  | 7-9            |
| Открытый чемпионат Франции   | -             | -             | 2Р            | 1Р    | 3Р            | 2Р            | 1Р            | 1Р    | К             | К             | 2Р    | 1Р            | 1Р            | -             | К     | -     | 0 / 9  | 5-9            |
| Уимблдонский турнир          | 1Р            | 2Р            | 1Р            | 2Р    | 2Р            | 1Р            | 3Р            | 2Р    | -             | К             | 1Р    | 1Р            | 1Р            | НП            | К     | -     | 0 / 11 | 6-11           |
| Открытый чемпионат США       | К             | К             | 2Р            | 1Р    | 1/4           | 2Р            | 2Р            | 1Р    | -             | 2Р            | 3Р    | К             | 1Р            | 2Р            | -     | -     | 0 / 10 | 11-10          |
| Итог                         | 0 / 1         | 0 / 1         | 0 / 3         | 0 / 4 | 0 / 4         | 0 / 4         | 0 / 4         | 0 / 4 | 0 / 0         | 0 / 1         | 0 / 4 | 0 / 3         | 0 / 4         | 0 / 2         | 0 / 0 | 0 / 0 | 0 / 39 |                |
| В/П в сезоне                 | 0-1           | 1-1           | 2-3           | 1-4   | 9-4           | 3-4           | 3-4           | 1-4   | 0-0           | 1-1           | 5-4   | 0-3           | 2-4           | 1-2           | 0-0   | 0-0   |        | 29-39          |
| Олимпийские игры             |               |               |               |       |               |               |               |       |               |               |       |               |               |               |       |       |        |                |
| Летняя олимпиада             | Не проводился | Не проводился | Не проводился | 1Р    | Не проводился | Не проводился | Не проводился | 1Р    | Не проводился | Не проводился | -     | Не проводился | Не проводился | Не проводился | -     | НП    | 0 / 2  | 0-2            |

К — проигрыш в квалификационном турнире.

## Награды
- Орден «За заслуги» 3-й степени (2008)[8].